# Vlasto Zemljič
Vlasto Zemljič, slovenski gradbeni inženir in strokovnjak za promet, * 2. december 1919, Solčava, † 7. februar 1997, Ljubljana.

## Življenje in delo
Zemljič je leta 1951 diplomiral na ljubljanski FGG in prav tam 1974 doktoriral, tu je bil od 1952 tudi zaposlen, od 1975 kot redni profesor. Strokovno se je izpopolnjeval v Nemčiji in na več univerzah v ZDA. Leta 1960 je bil je med soustanovitelji Prometno tehniškega inštituta (PTI) na FGG, 1980-89 pa tudi njegov predstojnik. 
Vlasto Zemljič se je ukvarjal z raziskavami na področju prometne varnosti, načrtovanja in projektiranja prometnih objektov (ceste, železnice, predori). Predaval je tudi na dodiplomskem in podiplomskem študiju na slovenskih in jugoslovanskih univerzah ter gostoval s predavanji o prometnih, prometnovarnostnih in prometnoekoloških vprašanjih na tujih univerzah (Budimpešta, Dunaj, Dresden, Gradec, Karlsruhe). Je avtor okoli 20 znanstvenih in strokovnih člankov in prav toliko raziskav, elaboratov in samostojnih publikacij.  Bil je sodni izvedenec za avtomobilske nesreče, deloval je v številnih institucijah in strokovnih organizacijah ter pomembno vplival na prometno ureditev v Sloveniji in Jugoslaviji.  